# Mazury (gmina Kowale Oleckie)
Mazury is een plaats in het Poolse woiwodschap Ermland-Mazurië, in het district Olecki. De plaats maakt deel uit van de landgemeente Kowale Oleckie.
Er is een samenhang qua naam met het een kilometer zuidelijker gelegen dorp Mazury (Duits: Masuhren; 1938-1945: Masuren), dat echter tot de landgemeente Świętajno behoort. Voor 1945 vormden de plaats en het dorp geografisch een geheel.